# Еммі (норвезька співачка)
Еммі Крістіне Гуттулсруд Крістіансен (норв. Emmy Kristine Guttulsrud Kristiansen, нар. 13 вересня 2000), відома під псевдонімом Еммі, — норвезька співачка й авторка пісень. Представниця Ірландії на Пісенному конкурсі Євробачення 2025 з піснею «Laika Party».

## Біографія та кар'єра
Еммі народилася в селі Санде в муніципалітеті Голмесранд, Норвегія. У дитинстві співала в хорі. У 2015 році, у віці 14 років, взяла участь у молодіжному музичному шоу Melodi Grand Prix Junior із піснею «Aiaiaiai»; її старший брат Ерленд брав участь у цьому конкурсі раніше, у 2011 році.
2021 року Еммі взяла участь у Melodi Grand Prix 2021 — норвезькому національному відборі на Євробачення 2021 з піснею «Witch Woods». Вона пройшла до фіналу, перемігши в третьому півфіналі, але не потрапила до «золотого фіналу» конкурсу. Через два роки вона була членкинею журі від Норвегії на Євробаченні 2023.
На Melodi Grand Prix 2024 Крістіансен стала авторкою пісні «Woman Show» у виконанні Mathilde SPZ, Chris Archer і Slam Dunk. Окрім роботи в Норвегії, вона здобула популярність і за межами країни завдяки своєму акаунту в TikTok, де згодом набрала понад мільйон підписників.
У січні 2025 року Еммі була оголошена однією з учасників Eurosong 2025 — ірландського національного відбору на Пісенний конкурс Євробачення 2025 — із піснею «Laika Party», яку вона написала у співпраці з одним ірландським і трьома норвезькими авторами. Спочатку цю пісню подавали до Норвегії для участі в Melodi Grand Prix 2025, але норвезький мовник NRK її відхилив. На національному фіналі Eurosong 2025 Еммі перемогла як у голосуванні журі, так і в телеголосуванні, здобувши право представляти Ірландію на Євробаченні 2025 в Базелі, Швейцарія.
Еммі також була співавторкою пісні «Ramtai» гурту Citi Zēni, що посіла третє місце на Supernova 2025 — латвійському національному відборі на Євробачення.